# Glendo
Glendo és una població dels Estats Units a l'estat de Wyoming. Segons el cens del 2000 tenia 229 habitants.

## Demografia
Segons el cens del 2000, Glendo tenia 229 habitants, 110 habitatges, i 66 famílies. La densitat de població era de 166,8 habitants/km².
Dels 110 habitatges en un 16,4% hi vivien nens de menys de 18 anys, en un 52,7% hi vivien parelles casades, en un 4,5% dones solteres, i en un 39,1% no eren unitats familiars. En el 32,7% dels habitatges hi vivien persones soles el 15,5% de les quals corresponia a persones de 65 anys o més que vivien soles. El nombre mitjà de persones vivint en cada habitatge era de 2,08 i el nombre mitjà de persones que vivien en cada família era de 2,55.
Per edats la població es repartia de la següent manera: un 14,8% tenia menys de 18 anys, un 7,9% entre 18 i 24, un 21,4% entre 25 i 44, un 31,9% de 45 a 60 i un 24% 65 anys o més.
L'edat mediana era de 50 anys. Per cada 100 dones de 18 o més anys hi havia 105,3 homes.
La renda mediana per habitatge era de 24.531 $ i la renda mediana per família de 26.786 $. Els homes tenien una renda mediana de 21.146 $ mentre que les dones 15.000 $. La renda per capita de la població era de 14.529 $. Entorn del 2,4% de les famílies i el 9% de la població estaven per davall del llindar de pobresa.

## Poblacions més properes
El següent diagrama mostra les poblacions més properes.